# Shamrock (automobile)
La Shamrock è una vettura prodotta in Irlanda per un breve periodo tra il 1959 e il 1960.

## Contesto

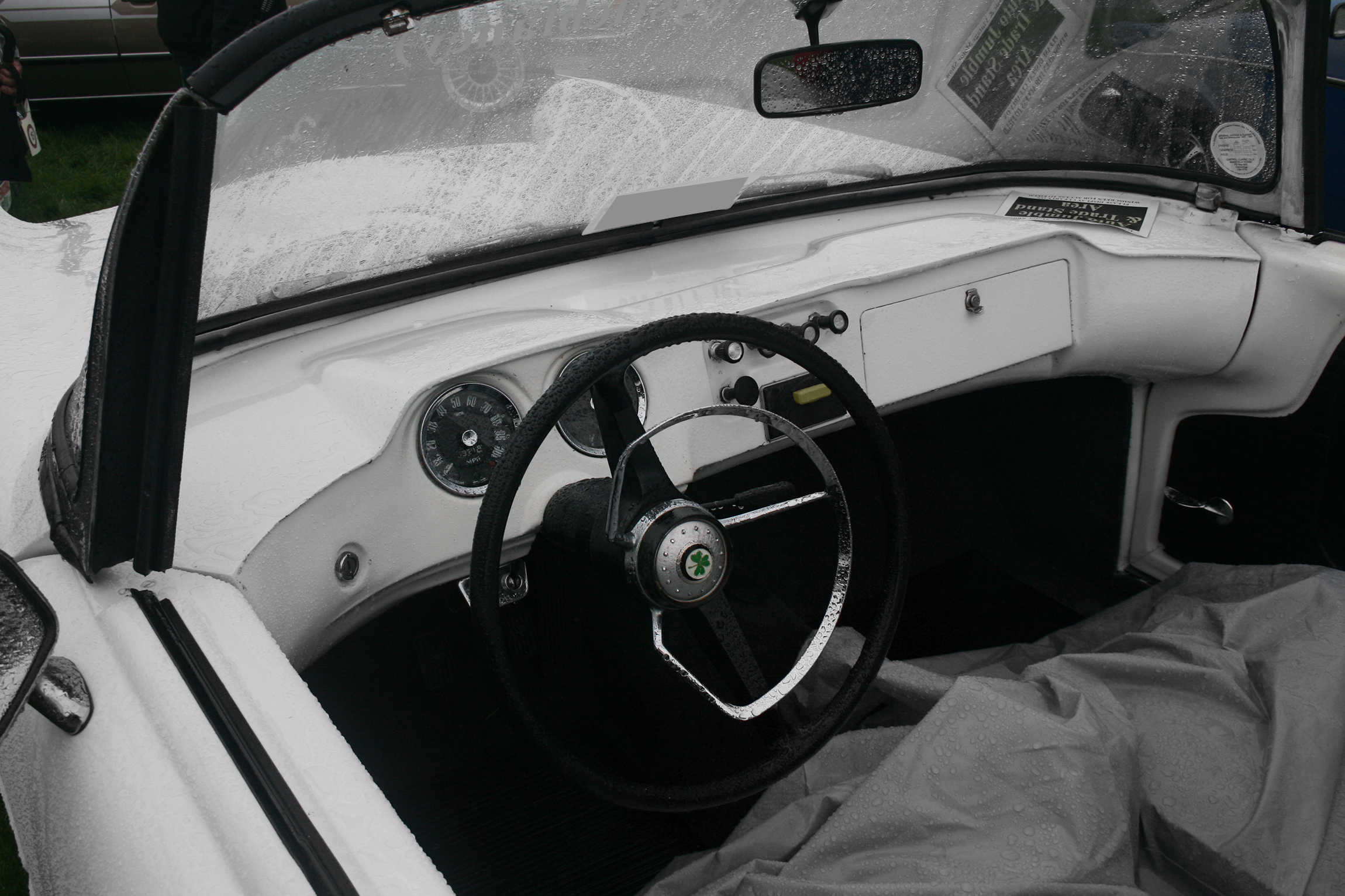
Interni

L'impresa Shamrock Motors Ltd. venne fondata da un giovane uomo d'affari statunitense di origine irlandese, William K. Curtis a Tralee, co. Kerry, ma fu spostata a Castleblayney, co. Monaghan, prima di iniziarne la produzione. L'obiettivo era di produrre un modello di auto di lusso di grandi dimensioni ma a basso costo, con l'intenzione di esportarne buona parte verso il mercato statunitense.
La vettura era chiaramente ispirata alla Ford Thunderbird del 1957, ma con carrozzeria in fibra di vetro ridisegnata dal costruttore.
Come la succitata Ford, la Shamrock era una cabriolet convertibile, con hard top in fibra rimovibile, a due porte e quattro posti. Il passo era di soli 98" (2487 mm) con strette carreggiate, anteriore da 51" e posteriore da 49". Le ruote erano da 15".

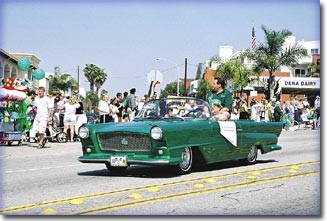
La Shamrock verde

Poco dopo l'inizio della produzione i difetti di progettazione divennero evidenti. Il motore utilizzato era quello della Austin A55, un quattro cilindri 1500 cc da 53 bhp, che malgrado un peso dichiarato inferiore alle 2000 libbre (circa 900 kg) e pur consentendo bassi consumi, era sottodimensionato e limitava le prestazioni dell'imponente vettura.
Dalla A55 derivavano anche la trasmissione e le sospensioni. Tra i problemi riscontrati vi era che le ruote posteriori rimanevano chiuse all'interno dei passaruota e anche per la semplice operazione di smontaggio di una ruota, ad esempio per riparare una foratura, era necessario far scendere tutto l'asse posteriore.
Tutte le vetture erano di colore bianco anche se un modello, ancora esistente, negli Stati Uniti è stato riverniciato in verde.
L'ambiziosa previsione di produrre 10.000 automobili all'anno e d'impiegare 2400 dipendenti, venne presto messa da parte e solo una decina di auto furono completate in sei mesi prima di interromperne la produzione.
L'auto è diventata molto rara e si ritiene che ne siano ancora esistenti otto esemplari, cinque in Irlanda e tre negli USA.